# Ибрагим (казанский хан)
Ибрагим хан (тат. İbrahim, Ибраһим, ابراهیم‎; ум. 1479, Казань) — казанский хан (1467—1479), младший брат и преемник хана Халиля, сын хана Махмуда. В ряде летописей упоминается как Обрагим.
Занял трон после смерти хана Халиля и женился на его вдове Нур-Султан.

## Жены и дети
- Фатима-Шах-Султан (فاتما شاه سلطان‎), дети — Ильхам, Мелик-Тагир, Худай-Кул (после крещ. Пётр Ибрагимович), после взятия Казани в 1487 г. все арестованы и сосланы в Вологду и Белоозеро;
- Нур-Султан (نور سلطان‎), дети — Мухаммед-Амин, Абдул-Латиф, Гаухаршад.

## Войны с Московским государством
В 1467 году Иван III начал войну против Казанского ханства, отправив осенью царевича Касима, дядю хана Ибрагима, в качестве претендента на казанский трон. Эта кандидатура имела поддержку среди части казанцев. Ибрагим разбил в 1467 году многочисленные московские войска в речном бою на Волге. Возможно, единственное крупное речное сражение между русскими и казанскими татарами. Во главе оппозиционной партии стоял князь Абдул-Мумин (عبدال مومن‎). Поход окончился неудачей, русское войско не решилось переправиться через Волгу и вступить в бой с татарами. В ответ хан Ибрагим зимой совершил карательную вылазку в приграничные районы противника и разграбил окрестности Галича Мерьского.
В 1468 году Иван III направил сильные гарнизоны в Нижний Новгород, Муром, Кострому, Галич, и начал боевые действия на территории ханства, которые сопровождались крайними жестокостями в отношении мирного населения, провоцируя Казань на большую войну.
Ибрагим отправил войска по двум направлениям: галичском и нижегородско-муромском. На первом казанцам способствовал успех, был взят Кичменгский городок и захвачены две костромские волости. На втором русские остановили татар, разбив отряд мурзы Ходжы-Берды.
Москвой был открыт третий фронт — хлыновский. Ушкуйники, спустившись на ладьях по Вятке на Каму, начали грабежи в глубоком тылу казанцев. В ответ на север были направлены сильные отряды, которые захватили столицу Вятского края — г. Хлынов, установив там татарскую администрацию. Также однажды в 1469 году русские ворвались в Казань, тогда на помощь казанскому хану Ибрагиму пришли соседние народы и также в их составе были башкиры. В 1469 году Ибрагим устроил поход на русских и в этом походе также помогли башкиры. 

## Наследие

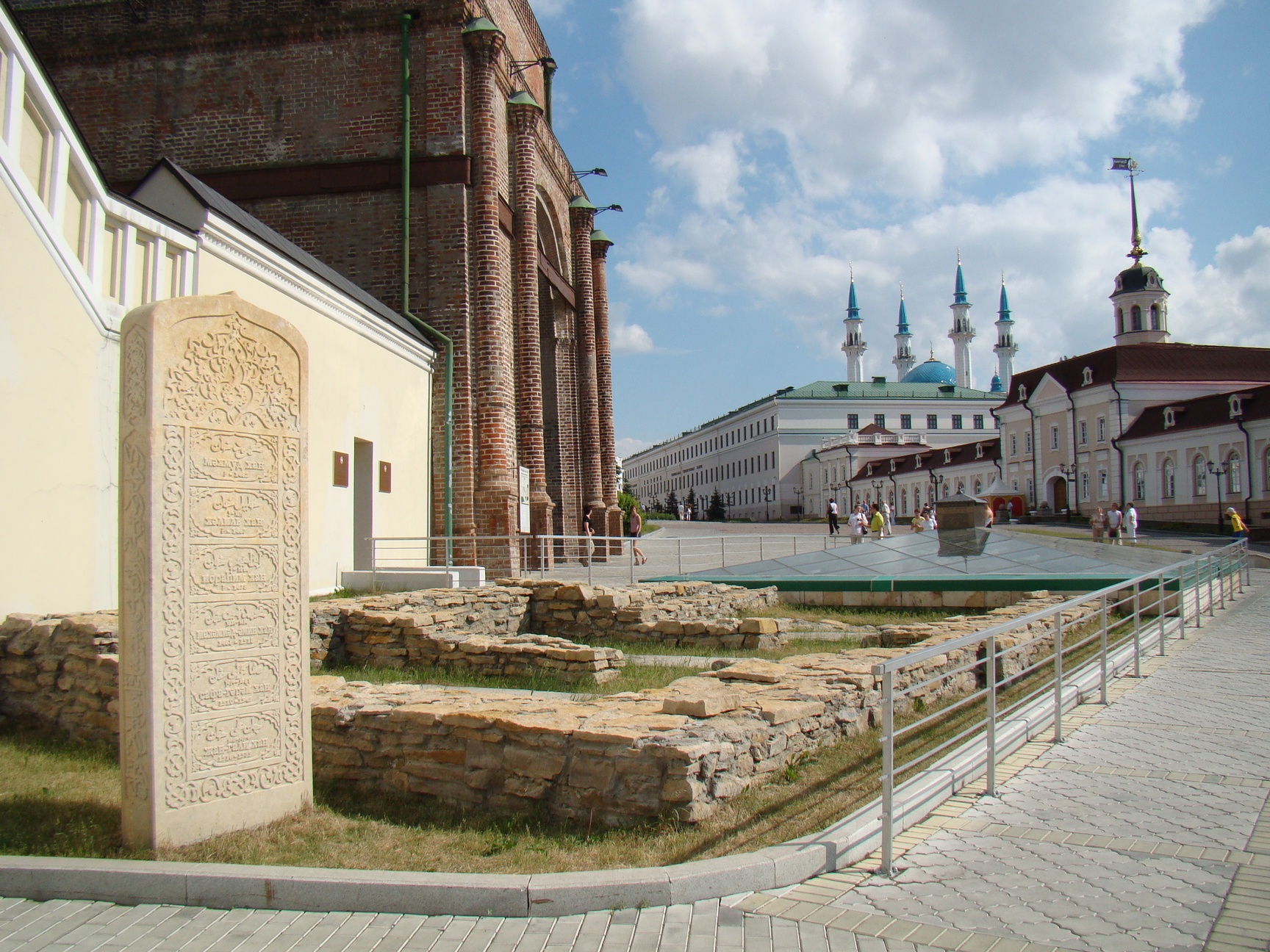
Хан Ибрагим погребен в Мавзолее казанских ханов в Казанском Кремле

Хан Ибрагим скончался в 1479 году. Он имел детей от двух жен: от царицы Фатимы трех сыновей - Али, Худай-Кула и Мелик-Тагира, и от царицы Нур-Салтан (вдовы покойного хана Халиля) двух сыновей - Мухаммед-Эмина и Абдул-Латыфа. Кроме того, у него было несколько дочерей, из которых получила известность одна царевна по имени Гаухаршад (Ковгоршад). 
По смерти Ибрагима его вдова Нур-Салтан вышла замуж за крымского хана Менгли-Гирея и из Казани уехала в Бахчисарай. Это событие, свидетельствующее о политических, культурных и экономических связях, существовавших между Казанью и Крымом, чрезвычайно способствовало упрочению этих связей и в дальнейшем имели важные следствия, так как явились источником крупных политических событий. Вместе с матерью маленький царевич Абдул-Латыф отправился в Крым, ко двору своего отчима.
Хан Ибрагим похоронен в Казанском Кремле в Мавзолее казанских ханов.